# واشنطن كروز
واشنطن كروز (بالألمانية: Washington Cruz) (و. 1946 – م) هو كاهن كاثوليكي، من البرازيل.

## مناصب
تولى منصب رئيس الاساقفة، وأسقف.